# Чырвоны кальсоны
Чырвоны кальсоны — первый макси-сингл группы Ляпис Трубецкой, который был выпущен в мае 2003 года.

## Список композиций
1. Ласточки (4:37)
2. Lastochki (radiomix by «Полярники») (4:15)
3. Ласточки (Антон Morch remix) (4:25)
4. Солнце раскроет свои объятья (mix by DJ Sunshine/Карибасы) (5:00)
5. Жека (ДаБац & Диск-Джедай Женя remix) (4:25)
6. Yankee Go Home — Intro (mix by DJ Yollahdin) (1:21)
7. Yankee Go Home — Плачут (mix by DJ Yollahdin) (3:23)
8. Yankee Go Home — Кружатся (mix by DJ Yollahdin) (3:24)
9. Курвы (2:54)
10. Джа (Netslov & «Ляпис Трубецкой») (4:23)

## Участники
- Сергей Михалок — вокал, аккордеон
- Павел Булатников — вокал, бубен
- Руслан Владыко — гитара, клавишные
- Алексей Зайцев — бас-гитара
- Павел Кузюкович — валторна
- Георгий Дрындин — труба
- Иван Галушко — тромбон
- Александр Сторожук — ударные, перкуссия

Над альбомом также работали:
- DJ Женя
- «ДаБац»
- «Полярники»
- DJ Sunshine
- «Карибасы»
- DJ Yollahdin (Сирия)
- «Netslov»

## История альбома
Является экспериментальным альбомом. Содержит новую песню «Ласточки», на которую позже снят видеоклип. Студийный римейк «Курвы танчут баль» и микс от группы «Netslov» «Джа», сделанный на базе композиции «Девочка с бездонными глазами».
Сингл «Чырвоны кальсоны» стал первым  за полуторагодовалый перерыв в творчестве минского коллектива. Позже материал с данного альбома был переписан.
Композиция «Ласточки» в 2004 году вошла в состав диска «Золотые яйцы»,  композиция «Курвы» была перезаписана.